# Syndrome du poulain fragile
Le syndrome du poulain fragile (abrégé WFFS, pour Warmblood Foal Fragility Syndrom) est une maladie génétique du cheval de sport de type warmblood, caractérisée par une extrême fragilté de la peau. Elle correspond au syndrome d'Ehlers-Danslos de type VI chez l'être humain.

## Histoire
Cette maladie génétique est connue sous le nom de « syndrome du poulain fragile » ou « syndrome du poulain de sang fragile », correspondant à Dermatosparaxis, et à Warmblood Fragile Foal Syndrome (WFFS) en anglais.
Connue depuis le début du XXIe siècle chez le cheval (notamment dans la seconde édition de l'ouvrage de référence Equine dermatology en 2011), elle a été décrite via des cas cliniques en 2011 (Australie) et 2015, puis médiatisée en 2018, à la suite de la mort d'un poulain au printemps. Le stud-book KWPN a dans la foulée publié des résultats de tests sur ses chevaux.

## Signes cliniques
La maladie se manifeste par une extrême fragilité de la peau, causée par une anomalie du collagène. Le poulain souffre de nombreuses plaies notamment au niveau de ses articulations, qui ne guérissent pas et n'ont aucun traitement. L'euthanasie est généralement proposée. L'espérance de vie est habituellement de 3 à 8 jours.

## Causes
C'est une maladie génétique récessive, causée un gène récessif autosomique situé sur le chromosome 2. Son équivalent chez l'être humain est le Syndrome d'Ehlers-Danlos type cypho-scoliotique (dit type VI), qui a été beaucoup étudié. À ce titre, le syndrome du poulain fragile est proche de l’asthénie dermique héréditaire localisée équine (HERDA) du Quarter Horse,.

## Épidémiologie
10 à 11 % des chevaux de sport warmblood européens portent la mutation responsable. C'est notamment le cas des étalons Balou du Rouet, Cristallo I, Singular La Silla, Top Gear, Chacgrano, Action Blue et Everdale. L'écurie danoise Blue Hors a révélé que Blue Hors Veneziano, Blue Hors Emilio et Blue Hors Londoner sont porteurs. Plusieurs laboratoires proposent des tests de dépistage de la mutation concernée.